# 富士山カヌレ
富士山カヌレ（ふじさんカヌレ）は、東京都港区のatiromが販売している菓子。フランスのボルドー地方伝統の菓子であるカヌレを、洋酒ではなく、酒粕を使って製造される。2016年に販売が開始された。

## 概要
黒木本店の別蔵「尾鈴山蒸留所」の芋焼酎「山ねこ」と、木屋正酒造（きやしょう）の日本酒「而今(じこん）」 の酒粕を生地などに練り込み丁寧に焼き上げ、ホワイトチョコレートをトップにかけたあとに独自の手法でねかせている。
最初は東京都白金台にあったフレンチレストランである「TIRPSE」（ティルプス）の一週間限定販売の商品として売り出され、最終日には200個も売れたと発案者の大橋直誉は記している。2017年4月から、葛飾北斎の「富嶽三十六景」の版画をあしらったパッケージに入れる形でTIRPSEでの製造販売を再開した。TIRPSEでの販売末期には、製造は1日20個で予約制となっていた。
2018年にTIRPSEが香港へ移転するタイミングで、大橋直誉がプロデューサーをつとめる高橋未来パティシエの新プロジェクト「atirom」が販売・製造を担うことになった。

## 開発の経緯
2010年、大橋直誉がカヌレ発祥の地であるフランスのボルドー地方の二つ星レストランで、ソムリエ修業をしていたころに、「フランスでしか買えない日本酒」のニュースに接して「日本でしか買えないカヌレがあってもいいのではないか?」と考えたことがきっかけとなった。2016年発売当初は、黒木本店の芋焼酎「球」と、松本酒造の酒粕が使われていた。